# 埃夫利娜·萨尔贝赫
埃夫利娜·萨尔贝赫（荷蘭語：Eveline Saalberg，1998年7月30日—），荷兰女子田径运动员，2022年世界室内田径锦标赛女子4×400米接力银牌得主、2022年世界田径锦标赛混合4×400米接力银牌得主、2022年欧洲田径锦标赛女子4×400米接力金牌得主、2023年世界田径锦标赛女子4×400米接力金牌得主。